# 多情環

《多情環》，天地圖書出版社版本，1997年出版

《多情環》為古龍晚期小說，為《七種武器》之四，列為1974年10月南琪《武林七靈》之四。但部分出版社將其列為第五，而原本第五的《霸王槍》列為第四。

## 內容簡介
古龍在書末說：「仇恨的本身，就是種武器，而且是最可怕的一種。所以我說的第四種武器也不是多情環，而是仇恨。」
雙環門幫主盛天霸憑著多情環縱橫天下，建立近三十年的基業。他每殺一個對手，會在多情環上劃上一條痕跡。但短短的一個月裡，盛天霸和他的雙環門卻被天香堂堂主葛停香摧毀，多情環從此落入他手。盛極一時的雙環門，從此煙消雲散，留下的只有一雙銀環…

## 主要人物
- 蕭少英：《多情環》主角，家道中落的世家子，因為酗酒鬧事，非禮師姐，已於兩年前被逐出雙環門。其實是個絕頂聰明的人，卻很會裝傻。

## 次要人物
- 葛停香：天香堂主人。已是個老人，手指卻仍然和少年時同樣靈敏有力，無論他想要什麼，他總是拿得到的。
- 郭玉娘：葛停香量珠聘來的江南名妓，他最寵愛的一位如夫人。不但美，而且柔媚溫順，善體人意。
- 盛若蘭：盛天霸之女，精暗器。不但是蕭少英的情人，也是蕭少英的妻子。
- 李千山：青龍會九月初九的人。

## 小說目錄
1. 多情自古空餘恨
2. 暴雨荒塚
3. 殺人的人
4. 盤問
5. 密謀
6. 秘密室談
7. 暗殺
8. 廝殺
9. 仇恨

## 改編電影
- 1979年，台灣，《多情雙寶環》，導演：張鵬翼，七種武器之多情環

## 外部連結
- 七種武器網上閱讀(繁體)
- 七種武器網上閱讀(簡體)（页面存档备份，存于）
- 神兵暗器
- 蕭少英